# Regina Duarte
Regina Blois Duarte (Franca, 5 de fevereiro de 1947) é uma atriz e diretora de teatro brasileira. Estreou em 1965 na TV Excelsior, onde começou em papéis menores até se tornar protagonista de novelas como Anjo Marcado, Legião dos Esquecidos e O Terceiro Pecado. Em 1969, devido a crise financeira na emissora que a levou à falência pouco tempo depois, transferiu-se para a TV Globo e fez dezenas de personagens marcantes, como em Irmãos Coragem, Selva de Pedra, Sétimo Sentido, Roque Santeiro, Vale Tudo, Rainha da Sucata, O Astro (2011) e Malu Mulher, além da trilogia das Helenas em obras de Manoel Carlos – História de Amor, Por Amor e Páginas da Vida.
Atriz mais indicada ao Troféu Imprensa, 14 no total, ela recebeu cinco estatuetas (1967, 1970, 1972, 1973 e 1985), empatada com Fernanda Montenegro como as maiores vencedoras, sendo que em 1973 ela entregou o troféu para Eva Wilma, afirmando "Agradeço, mas este troféu não é meu, e sim da Eva Wilma, pela novela Mulheres de Areia", o assunto foi muito comentado na época. Regina também ganhou três Prêmio APCA de Televisão de melhor atriz (1979, 1980 e 1985).
Assumiu a pasta da Secretaria Especial da Cultura no governo de Jair Bolsonaro em 4 de março de 2020, cargo que exerceu até 20 de maio do mesmo ano. No vídeo em que comunica a saída de Regina da Secretaria Especial, o Presidente Jair Bolsonaro anunciou que ela passaria a assumir o comando da Cinemateca Brasileira, em São Paulo. No entanto, a nomeação para a Cinemateca nunca se concretizou.

## Biografia
Filha mais velha do tenente reformado do Exército Jesus Duarte, natural de Santana do Cariri, Ceará, e da dona de casa Dulce Blois, natural de Pelotas, Rio Grande do Sul, Regina Duarte nasceu na cidade de Franca, estado de São Paulo. Tem cinco irmãos: Maria Lúcia, Cláudio, José, Flávio e Teresa.
Viveu dos seis aos dezoito anos em Campinas. Sua carreira teve início aos quatorze anos de idade, como atriz amadora no grupo TEC (Teatro do Estudante de Campinas). Estreou interpretando a Compadecida em A Compadecida, de Ariano Suassuna. Participou da montagem de Pluft, o Fantasminha, de Maria Clara Machado, Rapunzel, Natal na Praça e O Tempo e os Conways, de Priestley, e Via Sacra, de Ghéon. Em 1964 apareceu em cartazes para uma campanha de sorvetes. Atuou também em vários comerciais de televisão - de  xampu e dentifrício até refrigeradores. Sua formação inclui aulas de balé clássico, com Mozart Xavier, e de declamação, com Maria Sylvia Ferraz e Silva, em Campinas. Fez também  um curso de três meses com Eugênio Kusnet, sobre o método Stanislavski.
Aprovada no vestibular da Escola de Comunicações e Artes da Universidade de São Paulo (USP) em 1968, abandonou o curso no ano seguinte, depois de receber o convite da TV Globo para protagonizar o folhetim Véu de Noiva, de Janete Clair, fazendo par romântico com o ator Cláudio Marzo (1940-2015).

## Carreira

### Artística

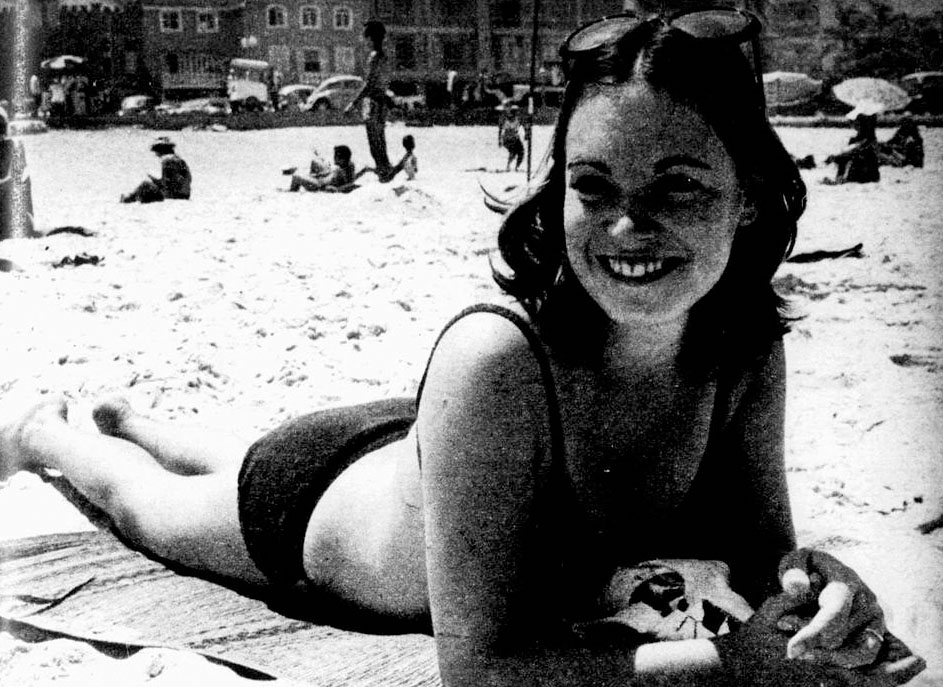
Regina Duarte em 1970

Regina estreou em 1965 na TV Excelsior, atuando na telenovela A Deusa Vencida, de Ivani Ribeiro, interpretando a espevitada Malu, sob a direção de Walter Avancini, e no teatro, no mesmo ano, sob a direção de Antunes Filho na montagem de "A Megera Domada", de Shakespeare. Durante sua carreira na TV Excelsior (1965-1969), interpretou personagens marcantes, como a jovem Inesita, sua primeira protagonista, em As Minas de Prata (1966); a dócil e ingênua Carolina em O Terceiro Pecado (1968); ou a extraterrestre Melissa em Os Estranhos (1969), seu penúltimo papel na emissora, onde atuou ao lado de Pelé. Em 1969, devido uma grave crise financeira, a TV Excelsior foi obrigada a dispensar diversos atores, incluindo Regina, sendo que a emissora faliu meses depois. Naquele mesmo ano a atriz assinou com a Rede Globo para protagonizar Véu de Noiva, sob a direção de Daniel Filho, considerada até hoje um marco por romper com o estigma das novelas globais até aquele momento, consideradas surreais. Em seguida, em meados de 1970, interpretou a doce Ritinha, em Irmãos Coragem, um outro marco em sua carreira, por ser uma das tramas mais clássicas da teledramaturgia.[carece de fontes?]

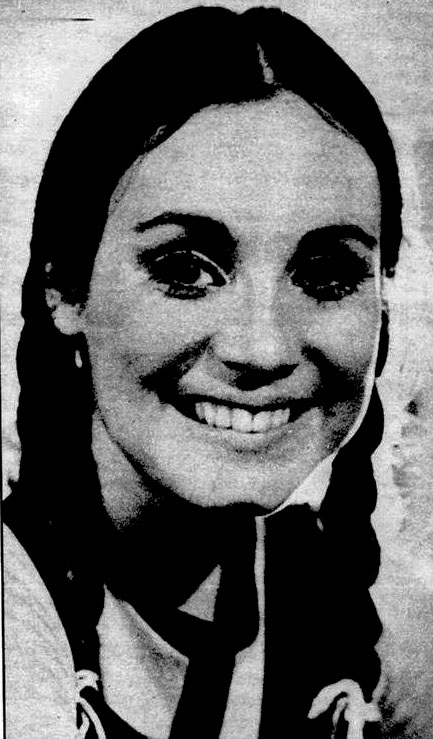
Regina Duarte em 1971

Regina Duarte era chamada de Namoradinha do Brasil desde 1967, quando foi ficou em primeiro lugar entre os favoritos do público, segundo a revista Intervalo. O título ficou ainda mais popular com telenovela Minha Doce Namorada,  em 1971, onde interpretou a orfã Patrícia, na TV Globo. Em seguida, emendando papéis, interpretou a escultora Simone Marques, em Selva de Pedra. Um grande marco em sua carreira, principalmente por ser a primeira trama a bater 100% de audiência em todo o país, novela esta que foi um dos maiores sucessos da novelista Janete Clair. Depois, vieram outras mocinhas, como a aeromoça Cecília em Carinhoso, no ano de 1973, mais um grande sucesso. No meio dessa trama, Regina descobriu estar grávida de Gabriela Duarte, porém, teve que esconder sua gravidez da imprensa, já que não era conveniente para sua personagem engravidar. Por isso, sua personagem passou a aparecer apenas em plano fechado e a trama foi encurtada em dois meses. Na época, Regina já estava insatisfeita com a alcunha de “Namoradinha do Brasil”, já que este título a aprisionava apenas em interpretar as heroínas passivas e românticas das novelas, não a possibilitando interpretar outros tipos de personagens. Sua última personagem antes do seu processo de rompimento com esse estereótipo foi a rebelde Bárbara na novela Fogo Sobre Terra. Em 1975, iniciando o rompimento do título que era vinculado à sua imagem, fez a prostituta Janete em “Réveillon”, um divisor de águas em sua carreira teatral. Segundo Regina, foi neste ano que começou a ser mais chamada nas ruas pelo título de Namoradinha do Brasil, graças a uma reportagem sobre a peça cujo título era: A Ex-Namoradinha do Brasil. A imagem de Namoradinha, porém, foi se rompendo os poucos graças à seus esforços na atuação.
Na televisão, seu primeiro processo para modificar esse estigma veio com a atuação na telenovela Nina, de Walter George Durst em 1977, consolidando o início do fim da imagem de Namoradinha do Brasil. Nessa produção, interpretava a protagonista homônima, uma professora libertária da década de 1920 que ensinava aos seus alunos sobre os direitos e os deveres do cidadão. Nessa trama, ainda, fez seu primeiro par romântico com Antônio Fagundes. Com o seriado Malu Mulher, de 1979,  rompe definitivamente com a alcunha de Namoradinha, interpretando Maria Lúcia Fonseca, uma socióloga, vítima de abuso físico do marido, vivido por Dennis Carvalho, do qual se separava. Malu era mãe solteira, tinha ideais feministas e à favor dos direitos da mulher, levando diversos grupos conservadores a protestarem. O seriado foi um dos pioneiros ao abordar o feminismo no audiovisual brasileiro. Em 1979 apresentou o especial Mulher 80, que trazia entrevistas e musicais sobre o papel feminino na sociedade, com participação de várias cantoras da MPB: Elis Regina, Fafá de Belém, Gal Costa, Maria Bethânia, Zezé Motta, Simone, Marina Lima, Rita Lee, Joanna e o Quarteto em Cy.
Em 1982, participou de Sétimo Sentido, a última novela das oito de Janete Clair, produção na qual brilhou e arrancou elogios de crítica e público ao compor duas personalidades diferentes, Luana Camará e a entidade espiritual Priscila Capricce. Em determinado momento da trama, ainda, Luana incorporava a personagem Priscila Dias no teatro, e Regina marcou época ao encenar uma peça teatral dentro de uma novela. Em 1983, fez uma participação especial no clássico Guerra dos Sexos, vivendo Alma, contracenando com Fernanda Montenegro e Paulo Autran. Entre 1984 e 1985 deixou a Globo para protagonizar o seriado Joana na Rede Manchete, uma vez que desejava há anos retomar a parceria com Manoel Carlos, o autor da obra. Essa produção emulava Malu Mulher, que também tinha o escritor como um dos roteiristas, tendo vários entrechos e situações parecidas.
Em 1985, brilha ao interpretar com enorme sucesso, prestígio e repercussão a antológica Viúva Porcina da Silva em Roque Santeiro, clássico de Dias Gomes e Aguinaldo Silva. Graças a essa novela, rompeu com a alcunha de Namoradinha de forma absoluta, e entrou para o seleto grupo de atores consagrados da emissora. Ao lado de Lima Duarte, que vivia Sinhozinho Malta, e outros atores do elenco da trama, fez história na TV brasileira e registrou seu nome na dramaturgia. A novela registrou recordes de audiência na época de sua exibição.
Em 1988, após quase três anos de folga, retorna como protagonista em outro clássico de imenso sucesso na televisão brasileira, Vale Tudo, escrita por Gilberto Braga, Aguinaldo Silva e Leonor Bassères. Nesse folhetim, Raquel Accioli, sua personagem, era mãe da vilã Maria de Fátima (Glória Pires) e formava par romântico novamente com Antônio Fagundes, que vivia Ivan Meireles. A personagem foi um marco e Regina protagonizou várias cenas que entraram para a história, como a sequência em que Raquel rasga o vestido da própria filha. Logo depois, em 1989, fez uma participação especial no sucesso Top Model, vivendo Florinda Kundera, ex-esposa de Gaspar (Nuno Leal Maia), em que contracenou pela primeira vez com a filha Gabriela Duarte.
Em 1990, retornou ao protagonismo na pele da Maria do Carmo de Rainha da Sucata, um dos momentos mais marcantes da sua carreira, ao lado de Glória Menezes e Tony Ramos. A trama foi um sucesso de audiência e repercussão naquele ano. Após esse trabalho, tira férias da televisão, retornando apenas em 1993, quando protagonizou o seriado Retrato de Mulher, no qual fazia várias personagens diferentes a cada episódio. Em 1994, participa da minissérie Incidente em Antares, como a telefonista Shirley Terezinha, integrando o elenco da produção, que contava com nomes como Fernanda Montenegro e Marília Pêra.
Regina volta às telenovelas no ano seguinte, 1995, vivendo a sua primeira Helena com Manoel Carlos, no sucesso História de Amor. Na novela, Helena Soares era mãe de Joyce, vivida por Carla Marins, e despertava para uma paixão com Carlos (José Mayer), mas o disputava com Sheila (Lília Cabral) e Paula (Carolina Ferraz). Tamanho sucesso da personagem, e gratidão da atriz por interpretá-lo, que o autor Manoel Carlos e o diretor Ricardo Waddington novamente a chamaram, desta vez para protagonizar Por Amor, outro grande sucesso da teledramaturgia, novela exibida entre 1997 e 1998. Nessa trama, Helena Viana era mãe de Maria Eduarda, vivida por sua filha na vida real, Gabriela Duarte, além de formar um par romântico com Atílio (Antônio Fagundes), com quem trabalhava pela terceira vez, e vivia um dilema após realizar uma troca de bebês na maternidade, protagonizando cenas que marcaram época. Em 1999, Regina e Gabriela voltam a trabalhar no mesmo set, na minissérie de época Chiquinha Gonzaga, elogiada por público e crítica. Depois desse trabalho, tira férias da TV, retornando aos palcos na peça Honra, em que contracenava novamente com Gabriela, além dos atores Carolina Ferraz e Marcos Caruso.
Após alguns anos, em 2002 volta à TV, protagonizando Desejos de Mulher, na pele de Andreia Vargas, uma estilista famosa, em um casamento falido com Bruno (José de Abreu) e irmã de Júlia (Glória Pires). Ao longo da história, Andreia descobria também ser irmã da inescrupulosa Selma (Alessandra Negrini), e sofria nas mãos da vilã. Em 2003, faz uma participação especial elogiada na novela Kubanacan, como a perua tresloucada María Félix.[carece de fontes?] Três anos depois, em 2006, retorna ao horário nobre com mais uma protagonista, Helena Camargo, em Páginas da Vida, a sua terceira Helena com o autor Manoel Carlos. Helena, na novela, era mãe adotiva de uma menina com Síndrome de Down, Clara, vivida pela garotinha Joana Mocarzel, com 5 anos na época, e também do jovem Salvador (Jorge de Sá), rapaz negro vítima do abandono da sociedade quando criança. Em 2008 viveu a cômica Waldete Maria, uma mulher despachada, divertida, pragmática e sem papas na língua, na novela Três Irmãs.

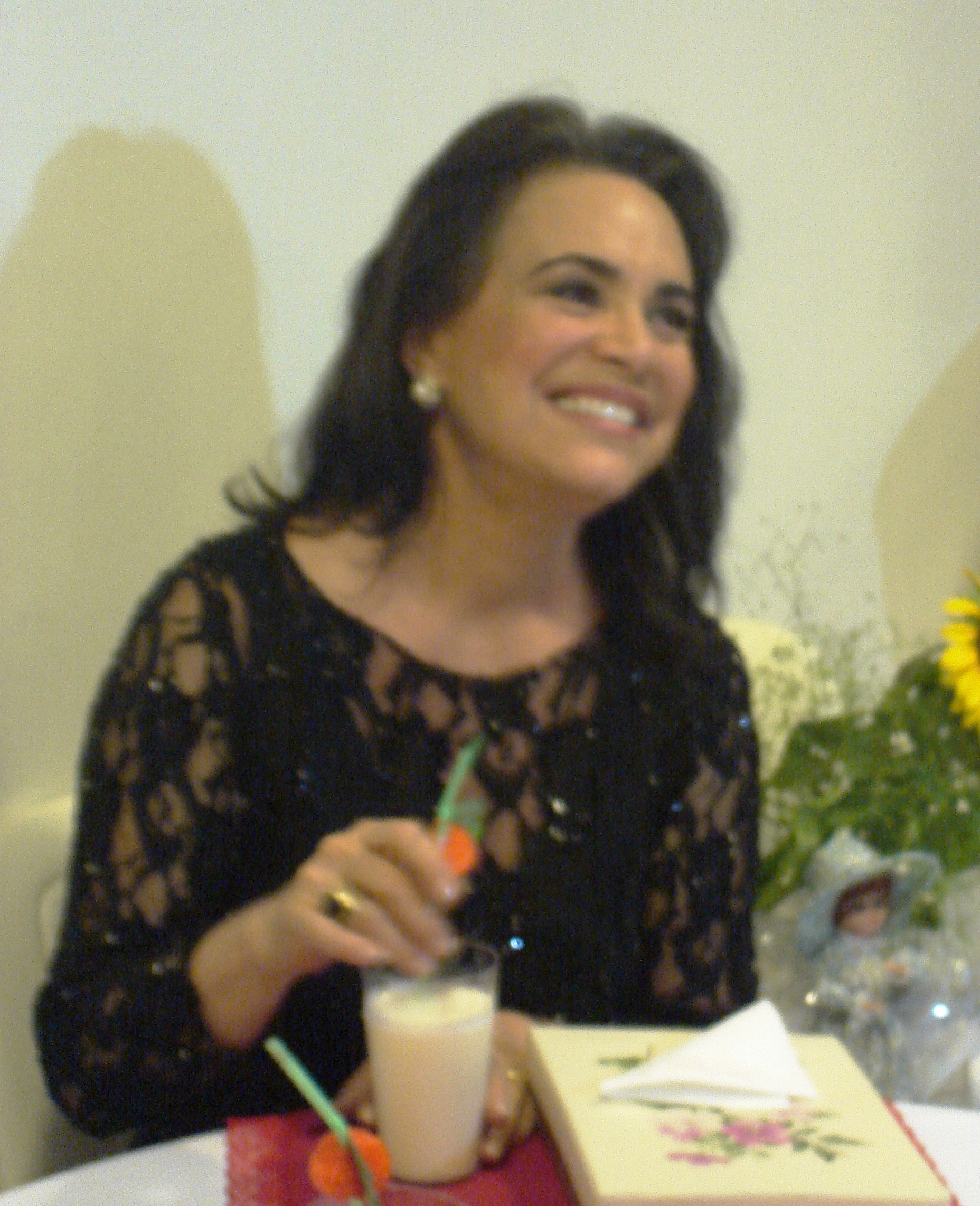
Duarte em 2010

Em 2010 participa dos primeiros capítulos de Araguaia, como Antoninha, avó do protagonista Solano (Murilo Rosa). Participa também de um episódio da série As Cariocas, ao lado de Sônia Braga e Antônio Fagundes. Em 2011, Regina retornou à TV em um papel de grande destaque, a enigmática e fútil ricaça Clô Hayalla no remake de O Astro. A produção foi vencedora do Emmy como a melhor telenovela do ano de 2011. De acordo com a própria Regina, Clô é um dos papéis mais marcantes e importantes de sua carreira, já que foi uma das poucas vilãs que a atriz interpretou em novelas. Em 2014, a atriz é anunciada no elenco de Boogie Oogie, porém desiste do papel na novela. A expectativa era que a atriz interpretasse a avó da protagonista (papel de Ísis Valverde) e repetisse par romântico com Lima Duarte, com quem contracenou em Roque Santeiro. No mesmo ano, faz uma participação especial em Império, novela de Aguinaldo Silva, no papel de Maria Joaquina, uma compradora de diamantes que participa dos quatro primeiros capítulos da trama. Ainda em 2014, é anunciada no elenco de Sete Vidas, da autora Lícia Manzo, no papel de uma homossexual, Esther Viana, que no passado foi casada com uma mulher. Ao lado de Fernanda Montenegro e Nathália Timberg, formou o trio de personagens lésbicas da terceira idade no ano de 2015, um avanço na teledramaturgia naquele ano. Em 2017, fez uma participação especial como ela mesma na novela Pega Pega. Viveu a personagem Madame Lucerne na novela Tempo de Amar, em que formou par romântico com Tony Ramos, pela segunda vez, sendo esta a sua última telenovela. Em 29 de janeiro de 2020, foi confirmada para o cargo de secretária especial da Cultura do Brasil do governo de Jair Bolsonaro. Em função de exercer uma secretaria de governo, o contrato com a Rede Globo foi suspenso.
Após deixar o cargo de secretária especial de Cultura, Regina passou a se dedicar ao teatro e também as artes plásticas, chegando a criar esculturas com materiais de reciclagem. Durante uma entrevista ao Conversa com Bial no dia 21 de abril de 2025, Duarte confirmou a sua aposentadoria das telenovelas ao responder os rumores sobre ter sido convidada para fazer uma das protagonistas em Três Graças, de Aguinaldo Silva.
Viveu várias protagonistas antológicas na TV: Simone Marques de Selva de Pedra (1972), a Malu do seriado Malu Mulher (1979/1980), a dupla personalidade Luana Camará/Priscila Capricce em Sétimo Sentido (1982), a politicamente correta Raquel Accioli em Vale Tudo (1988), a espalhafatosa Maria do Carmo de Rainha da Sucata (1990), a extravagante Viúva Porcina em Roque Santeiro (1985). Além de ter sido a atriz que mais deu vida às Helenas de Manoel Carlos, nas novelas História de Amor (1995), Por Amor (1997) e Páginas da Vida (2006).

### Política
Em outubro de 2018, Regina apoiou Jair Bolsonaro na sua candidatura à presidência do Brasil, que foi eleito e assumiu o cargo em 1.º de janeiro de 2019. O presidente avaliou a possibilidade de recriar o Ministério da Cultura, extinto por ele assim que assumiu a presidência, quando foi criada a Secretaria Especial da Cultura. Esta, por sua vez, foi vinculada ao Ministério do Turismo em novembro de 2019, medida que foi elogiada pela atriz. No dia 17 de janeiro de 2020, Regina recebeu por telefone um convite de Bolsonaro para ser a secretária da Cultura, substituindo Roberto Alvim, que havia sido exonerado do cargo naquele mesmo dia.
Quase duas semanas depois, e vários encontros com o presidente em Brasília, a atriz divulgou em 29 de janeiro, que havia aceito o convite.
Em fevereiro, Regina foi criticada por diversos artistas, após ter reproduzido sem autorização a foto deles em sua rede social para propaganda política pró-governo Bolsonaro.
Em cerimônia no Palácio do Planalto, no dia 4 de março de 2020, Regina Duarte tomou posse no principal cargo da pasta, após sua nomeação ter sido publicada no Diário Oficial da União na edição do mesmo dia.
Em seu discurso de posse, afirmou:

Meu propósito aqui é pacificação e diálogo permanente com o setor cultural, com estados e municípios, com o parlamento e com os órgãos de controle— Regina Duarte, então secretária da Cultura.

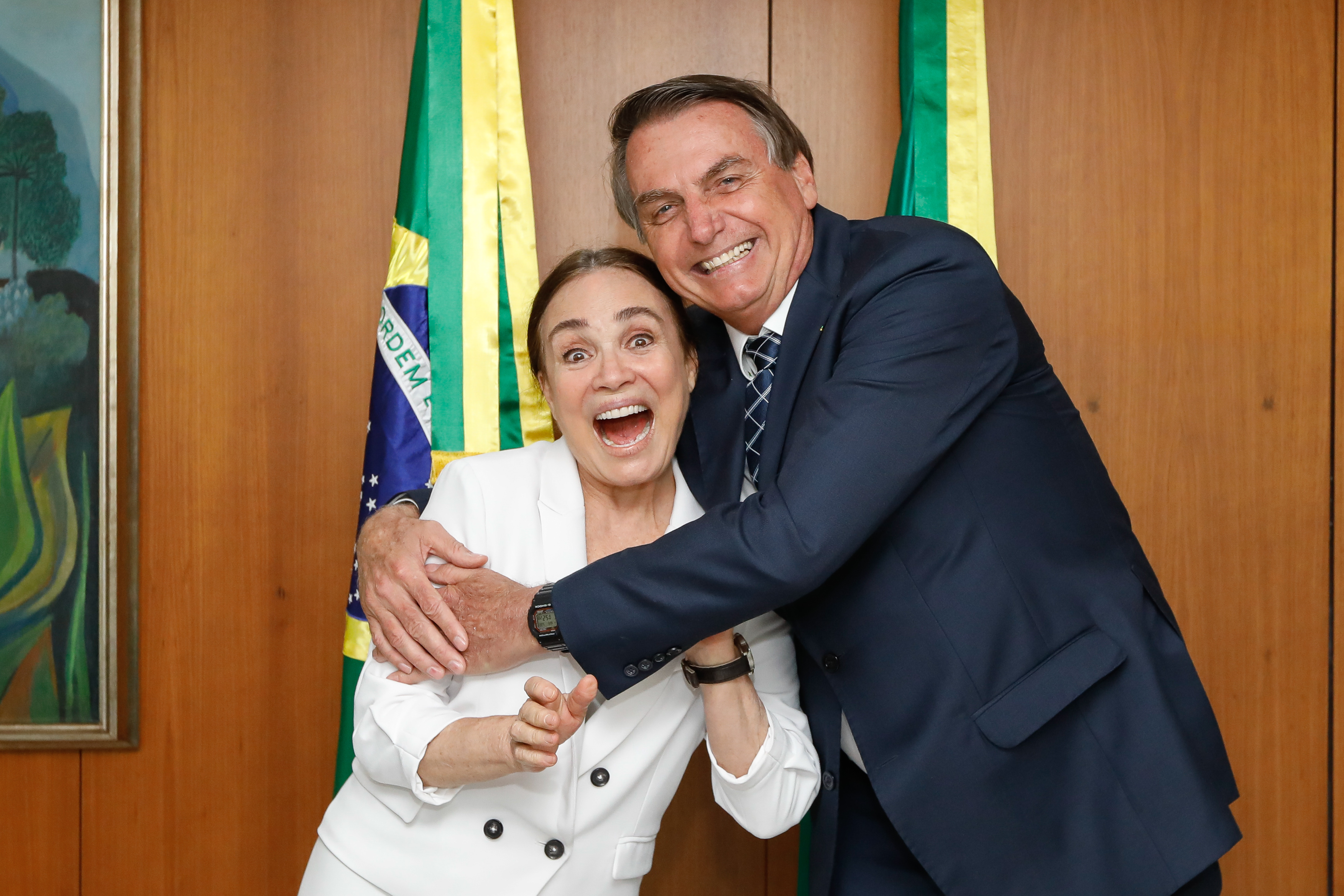
Jair Bolsonaro durante encontro com Regina Duarte em janeiro de 2020

Em maio de 2020 em entrevista ao vivo à CNN Brasil, Regina Duarte se irritou, chegando a remover o microfone, depois que foi exibido um vídeo em que Maitê Proença afirmava que Regina não se comunicava com a classe artística, cobrando a secretária de Cultura que se manifestasse sobre suas ações em prol do setor, que estava em dificuldades depois da pandemia de COVID-19. Regina chegou a dizer que colocar a fala de Proença no ar foi uma atitude "de baixo nível". Também minimizou as torturas e mortes durante a ditadura militar e, para ilustrar, chegou a cantar o jingle "Pra frente Brasil" da Copa do Mundo FIFA de 1970, período em que o país estava sob aquele regime. A entrevista foi encerrada depois que a entrevistada se negou a continuá-la.
Devido ao episódio, mais de quinhentos artistas de todo o país assinaram uma nota repudiando as declarações de Regina Duarte e afirmando que ela não os representa no Ministério da Cultura. A jornalista Lygia Jobim, que teve o pai morto devido a ditadura militar brasileira, iniciou um processo judicial contra Regina Duarte, por apologia a crimes de tortura.
Após um pouco mais de dois meses no cargo, foi anunciado em 20 de maio de 2020 que Regina Duarte sairia do comando da Secretaria da Cultura. De acordo com ela e com o presidente Jair Bolsonaro, Regina desejou deixar o cargo para poder ficar mais próxima da sua família. Bolsonaro no mesmo dia anunciou que ela passaria a chefiar a Cinemateca Brasileira, sediada em São Paulo. A exoneração de Regina Duarte do cargo de Secretária Especial da Cultura foi publicada em 10 de junho de 2020. Em dezembro de 2023, em entrevista com a jornalista Leda Nagle, ela confessou que não estava preparada para se envolver com política.

## Vida pessoal

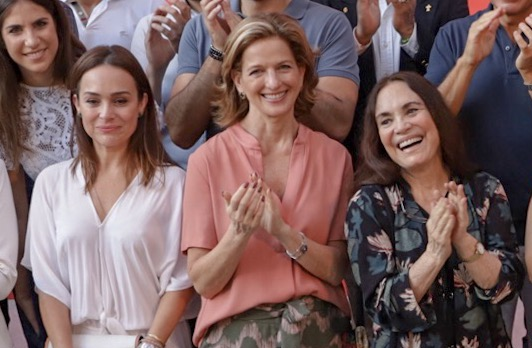
Regina com a filha Gabriela Duarte (esquerda) em 2019.

Regina foi casada entre 1969 e 1975 com o engenheiro Marcos Flávio Franco Cunha, com quem teve dois filhos, o diretor André Duarte (1970) e a atriz Gabriela Duarte (1974). Regina atuou com a filha em quatro ocasiões: nas telenovelas Por Amor e Top Model, onde interpretaram igualmente mãe e filha, na minissérie Chiquinha Gonzaga, onde dividiram o mesmo papel em fases diferentes, e em A Lei do Amor, onde interpretaram a mesma personagem em fases diferentes, ambas como participação especial.
Em 1977 começou a namorar o diretor Daniel Filho, com quem foi casada entre 1978 e 1979. Entre 1980 e 1982 namorou o publicitário argentino Daniel Gómez, com quem teve seu terceiro filho, o cineasta João Gomez. Em 1983 se casou com o diretor Del Rangel, permanecendo até 1995. Entre 2002 e 2019 namorou o fazendeiro Eduardo Lippincott.
Foi agraciada com a grã-cruz da Ordem do Ipiranga pelo Governo do Estado de São Paulo em 5 de setembro de 2017.

### Posicionamentos políticos
Nas eleições municipais para prefeito de São Paulo de 1985, ao apoiar Fernando Henrique Cardoso, a atriz Regina Duarte gravou um comercial pedindo a união da esquerda para combater o então candidato conservador Jânio Quadros. Na prática, isso representou uma campanha pelo voto útil, em desfavor de Eduardo Suplicy, do Partido dos Trabalhadores, terceiro colocado na disputa.
Em 2002, Regina, ao lado do também ator Raul Cortez e outros artistas, apoiou o candidato José Serra. Causou polêmica quando gravou um depoimento, usado no horário eleitoral gratuito, afirmando ter medo do que o candidato adversário, Lula, faria na presidência, caso fosse vitorioso. Ela mencionava um suposto retrocesso para com a economia brasileira e um aumento na inflação devido a notória oposição do PT ao Plano Real. O seu medo era também sentido por outros setores da sociedade, em especial o empresariado e o mercado financeiro, apesar de o candidato Lula ter assinado a Carta aos Brasileiros, com o compromisso de não fazer grandes mudanças na área econômica. Por causa desse depoimento, Regina foi criticada por outros artistas, como a também atriz Paloma Duarte..
Em 2006, Regina Duarte ratificou sua posição e, em entrevista à revista IstoÉ Gente, afirmou: "Nunca me arrependi do que disse. O PT foi muito agressivo, dono da verdade. Hoje, estou profundamente triste, porque amo o meu país. As pessoas devem pensar melhor no voto com esta nova chance" (em referência às eleições presidenciais daquele ano). Regina apoiou publicamente os ruralistas, na questão de demarcação de terras indígenas e quilombolas no estado de São Paulo. Ela e o ex-marido, Eduardo Lippincott, eram criadores de gado da raça Brahman, em Barretos, no norte do estado.
Em abril de 2021, a atriz foi condenada na 12ª Vara Cível de Brasília a se retratar por divulgar uma notícia falsa sobre a ex-primeira-dama Marisa Letícia. No ano anterior, Regina havia publicado em sua conta no Instagram a informação inverídica de que Letícia, falecida em 2017, teria deixado 256 milhões de reais em uma de suas contas, quando o valor real era de 26 mil reais.

## Filmografia

### Televisão
| Ano       | Título                | Personagem                                  | Nota                            | Emissora          |
| --------- | --------------------- | ------------------------------------------- | ------------------------------- | ----------------- |
| 1965      | A Deusa Vencida       | Maria Luísa (Malu)                          |                                 | TV Excelsior      |
| 1965      | A Grande Viagem       | Isabel Castilho                             |                                 | TV Excelsior      |
| 1966      | As Minas de Prata     | Inesita Gusmão                              |                                 | TV Excelsior      |
| 1966      | Anjo Marcado          | Lilian Vergueiro                            |                                 | TV Excelsior      |
| 1967      | Os Fantoches          | Elizabete Viana (Bete)                      |                                 | TV Excelsior      |
| 1968      | Legião dos Esquecidos | Regina Célia                                |                                 | TV Excelsior      |
| 1968      | O Terceiro Pecado     | Carolina Diniz (Carol)                      |                                 | TV Excelsior      |
| 1969      | Os Estranhos          | Melissa                                     |                                 | TV Excelsior      |
| 1969      | Dez Vidas             | Alberta de Sá (Pompom) / Paolo              |                                 | TV Excelsior      |
| 1969      | Véu de Noiva          | Andréa Baronese                             |                                 | TV Globo          |
| 1970      | Irmãos Coragem        | Rita de Cássia Maciel Coragem (Ritinha)     |                                 | TV Globo          |
| 1971      | Minha Doce Namorada   | Patrícia Lobato                             |                                 | TV Globo          |
| 1971      | Caso Especial         | Rosana                                      | Episódio: "1"                   | TV Globo          |
| 1972      | Caso Especial         | Leah ben Henie                              | Episódio: "Dibuk (O Demônio)"   | TV Globo          |
| 1972      | Selva de Pedra        | Simone Marques / Rosana Reis                |                                 | TV Globo          |
| 1973      | Carinhoso             | Cecília da Costa                            |                                 | TV Globo          |
| 1974      | Fogo sobre Terra      | Bárbara Gonzaga                             |                                 | TV Globo          |
| 1977      | Despedida de Casado   | Estela Benedito                             | Novela censurada                | TV Globo          |
| 1977      | Nina                  | Nina                                        |                                 | TV Globo          |
| 1978      | Caso Especial         | Cida                                        | Episódio: "Chanel N.º 5"        | TV Globo          |
| 1979–1980 | Malu Mulher           | Maria Lúcia Fonseca (Malu)                  |                                 | TV Globo          |
| 1979      | Mulher 80             | Apresentadora                               | Especial de fim de ano          | TV Globo          |
| 1982      | Sétimo Sentido        | Luana Camará / Priscila Capricce            |                                 | TV Globo          |
| 1983      | Guerra dos Sexos      | Alma                                        | Episódio: "18 novembro"         | TV Globo          |
| 1984–1985 | Joana                 | Joana Martins                               |                                 | Rede Manchete SBT |
| 1985      | Roque Santeiro        | Porcina da Silva (Viúva Porcina)            |                                 | TV Globo          |
| 1986      | Caso Especial         | Filha de Negro Léo                          | Episódio: "Negro Léo"           | TV Globo          |
| 1987      | O Outro               | Juíza Regina                                | Episódio: "7 de outubro"        | TV Globo          |
| 1988      | Vale Tudo             | Raquel Accioli                              |                                 | TV Globo          |
| 1989      | Top Model             | Florinda Kundera                            | Episódio: "18 de setembro"      | TV Globo          |
| 1990      | Rainha da Sucata      | Maria do Carmo Pereira                      |                                 | TV Globo          |
| 1993      | Retrato de Mulher     | Várias Personagens                          |                                 | TV Globo          |
| 1994      | Incidente em Antares  | Shirley Terezinha                           |                                 | TV Globo          |
| 1995      | Irmãos Coragem        | Scarlett O'Hara                             | Episódio: "2 de janeiro"        | TV Globo          |
| 1995      | História de Amor      | Helena Soares                               |                                 | TV Globo          |
| 1996      | Visita de Natal       | Mãe com frio                                | Especial de fim de ano          | TV Globo          |
| 1997      | Por Amor              | Helena Vianna                               |                                 | TV Globo          |
| 1999      | Chiquinha Gonzaga     | Chiquinha Gonzaga                           |                                 | TV Globo          |
| 1999      | O Belo e as Feras     | Lídia                                       | Episódio "Só o Amor Destrói"    | TV Globo          |
| 2002      | Desejos de Mulher     | Andréa Vargas                               |                                 | TV Globo          |
| 2003      | Kubanacan             | Maria Félix                                 | Episódios: "12–18 de setembro"  | TV Globo          |
| 2005      | Sob Nova Direção      | Dona Irene                                  | Episódio "A Mensalista"         | TV Globo          |
| 2006      | Páginas da Vida       | Helena Camargo Varela                       |                                 | TV Globo          |
| 2008      | Três Irmãs            | Waldete Bezerra / Verônica Ramos            |                                 | TV Globo          |
| 2010      | As Cariocas           | Maria Elisa                                 | Episódio: "A Adúltera da Urca"  | TV Globo          |
| 2010      | Araguaia              | Antônia Rangel (Antoninha)                  | Episódios: "27–28 de setembro"  | TV Globo          |
| 2011      | O Astro               | Clotilde Sampaio Hayalla (Clô)              |                                 | TV Globo          |
| 2012      | A Grande Família      | Juíza Noêmia                                | Episódio: "Só Lineu Salva"      | TV Globo          |
| 2014      | Império               | Maria Joaquina Braga                        | Episódios: "21–23 de julho"     | TV Globo          |
| 2015      | Sete Vidas            | Esther Viana                                |                                 | TV Globo          |
| 2016      | A Lei do Amor         | Suzana Rivera                               | Episódios: "8–9 de outubro"     | TV Globo          |
| 2017      | Pega Pega             | Ela mesma                                   | Episódio: "1 de agosto"         | TV Globo          |
| 2017      | Tempo de Amar         | Madame Lucerne / Catarina do Espírito Santo |                                 | TV Globo          |
| 2025      | Show 60 Anos          | Ela mesma                                   | Especial de 60 anos da TV Globo | TV Globo          |

### Cinema
| Ano  | Título                                                | Personagem       | Nota           |
| ---- | ----------------------------------------------------- | ---------------- | -------------- |
| 1968 | Lance Maior                                           | Cristina         |                |
| 1969 | A Compadecida                                         | Nossa Senhora    |                |
| 1976 | Chão Bruto                                            | Sinhana          |                |
| 1977 | Parada 88, o Limite de Alerta                         | Ana              |                |
| 1978 | Daniel, Capanga de Deus                               | Beatriz / Sandra |                |
| 1981 | El Hombre del Subsuelo                                | Luisa dos Santos |                |
| 1982 | O Homem do Pau-Brasil                                 | Lalá             |                |
| 1983 | O Cangaceiro Trapalhão                                | Aninha           |                |
| 1984 | São Bernardo                                          | Madalena         | Telefilme      |
| 1985 | Além da Paixão                                        | Fernanda         |                |
| 1995 | La Lona                                               | Boxeadora        | Curta-metragem |
| 2000 | Um Anjo Trapalhão                                     | Mãe com frio     |                |
| 2012 | Astro - Uma Fábula Urbana em um Rio de Janeiro Mágico | Vizinha          |                |
| 2014 | Gata Velha Ainda Mia                                  | Glória Polk      |                |
| 2018 | As Herdeiras                                          | Odilia           |                |

## Teatro

### Como atriz
| Ano     | Título                                        | Personagem           |
| ------- | --------------------------------------------- | -------------------- |
| 1965    | A Megera Domada                               |                      |
| 1967    | Black-Out                                     |                      |
| 1969    | Romeu e Julieta                               | Julieta Capuleto     |
| 1971    | Dom Quixote Mula Manca e seu Fiel Companheiro |                      |
| 1975    | Réveillon                                     | Janete               |
| 1978    | O Santo Inquérito                             | Branca Dias          |
| 1986    | Miss Banana                                   | Bela Vieira          |
| 1992    | A Vida É Sonho                                | Segismundo           |
| 1999–01 | Honra                                         | Norah                |
| 2004–09 | Coração Bazar                                 | Vários personagens   |
| 2012–13 | Raimunda, Raimunda                            | Raimunda             |
| 2013–16 | Bem vindo-estranho                            | Jaki                 |
| 2018    | O Leão no Inverno                             | Eleanor da Aquitânia |

### Como diretora
| Ano     | Título             |
| ------- | ------------------ |
| 2012–13 | Raimunda, Raimunda |
| 2014    | A Volta para Casa  |
| 2017–18 | A Volta ao Lar     |

## Prêmios e indicações
| Ano  | Prêmio                                     | Categoria                 | Trabalho             | Resultado | Ref.    |
| ---- | ------------------------------------------ | ------------------------- | -------------------- | --------- | ------- |
| 1966 | Troféu Imprensa                            | Melhor Revelação Feminina | A Deusa Vencida      | Venceu    |         |
| 1968 | Troféu Imprensa                            | Melhor Atriz              | Os Fantoches         | Venceu    |         |
| 1971 | Troféu Imprensa                            | Melhor Atriz              | Irmãos Coragem       | Venceu    |         |
| 1971 | Prêmio Globo                               | Melhor Atriz              | Minha Doce Namorada  | Venceu    |         |
| 1972 | Troféu Imprensa                            | Melhor Atriz              | Minha Doce Namorada  | Indicado  |         |
| 1973 | Troféu Imprensa                            | Melhor Atriz              | Selva de Pedra       | Venceu    |         |
| 1974 | Troféu Imprensa                            | Melhor Atriz              | Carinhoso            | Venceu    |         |
| 1975 | Troféu Imprensa                            | Melhor Atriz              | Fogo Sobre Terra     | Indicado  |         |
| 1976 | Troféu Imprensa                            | Melhor Atriz              | Selva de Pedra       | Indicado  |         |
| 1979 | Prêmio APCA                                | Melhor Atriz              | Malu Mulher          | Venceu    |         |
| 1980 | Prêmio APCA                                | Melhor Atriz              | Malu Mulher          | Venceu    |         |
| 1985 | Prêmio APCA                                | Melhor Atriz              | Roque Santeiro       | Venceu    |         |
| 1986 | Troféu Imprensa                            | Melhor Atriz              | Roque Santeiro       | Venceu    |         |
| 1987 | Troféu Imprensa                            | Melhor Atriz              | Roque Santeiro       | Indicado  |         |
| 1989 | Troféu Imprensa                            | Melhor Atriz              | Vale Tudo            | Indicado  |         |
| 1991 | Troféu Imprensa                            | Melhor Atriz              | Rainha da Sucata     | Indicado  | [ 92 ]  |
| 1996 | Troféu Imprensa                            | Melhor Atriz              | História de Amor     | Indicado  |         |
| 1998 | Troféu Imprensa                            | Melhor Atriz              | Por Amor             | Indicado  |         |
| 1998 | Prêmio Contigo! de TV                      | Conjunto da Obra          | Conjunto da Obra     | Venceu    | [ 93 ]  |
| 2002 | Prêmio Qualidade Profissional              | Conjunto da Obra          | Conjunto da Obra     | Venceu    |         |
| 2003 | Prêmio Contigo! de TV                      | Melhor Atriz              | Desejos de Mulher    | Indicado  |         |
| 2003 | Prêmio Contigo! de TV                      | Melhor Par Romântico      | Desejos de Mulher    | Indicado  |         |
| 2006 | Prêmio IstoÉ Gente                         | Conjunto da Obra          | Conjunto da Obra     | Venceu    | [ 94 ]  |
| 2011 | Prêmio Quem de Televisão                   | Melhor Atriz              | O Astro              | Indicado  | [ 95 ]  |
| 2011 | Prêmio Qualidade Brasil                    | Melhor Atriz Coadjuvante  | O Astro              | Indicado  | [ 96 ]  |
| 2011 | Prêmio Melhores da Revista da TV - O Globo | Melhor Atriz              | O Astro              | Venceu    |         |
| 2011 | Prêmio TV Press                            | Melhor Atriz              | O Astro              | Venceu    |         |
| 2011 | Troféu Mário Lago                          | Conjunto da Obra          | Conjunto da Obra     | Venceu    | [ 99 ]  |
| 2014 | LA Indie Film Fest                         | Melhor Atriz              | Gata Velha Ainda Mia | Venceu    |         |
| 2015 | Prêmio Guarani de Cinema Brasileiro        | Melhor Atriz              | Gata Velha Ainda Mia | Indicado  |         |
| 2015 | Prêmio Extra de Televisão                  | Melhor Atriz Coadjuvante  | Sete Vidas           | Indicado  | [ 101 ] |
| 2018 | Prêmio Shell de Teatro                     | Melhor Atriz              | O Leão no Inverno    | Indicado  |         |
| 2025 | Troféu Imprensa                            | Pela sua Carreira         |                      | Venceu    |         |